# Осняги
Осня́ги — село в Україні, в Миргородському районі Полтавської області. Населення становить 304 особи. Входить до складу Гадяцької міської громади.
Після ліквідації Гадяцького району у липні 2020 року увійшло до Миргородського району.

## Географія
Село Осняги розташоване на відстані 1 км від села Кіблицьке та за 1.5 км від села Вечірчине.
Поруч пролягає автомобільний шлях, залізниця, станція Осняги.

## Історія
- 1890 — дата заснування.
- Село постраждало внаслідок геноциду українського народу, проведеного окупаційним урядом СРСР 1923—1933 та 1946–1947 роках.
- До 2018 року орган місцевого самоврядування — Біленченківська сільська рада.

## Соціальна сфера
- Школа І ст.

## Відомі люди
- Пономаренко Руслан Миколайович (1978—2015) — старший сержант Збройних сил України, учасник російсько-української війни.